# Chorisoneura janeirensis
Chorisoneura janeirensis är en kackerlacksart som beskrevs av Karlis Princis 1951. Chorisoneura janeirensis ingår i släktet Chorisoneura och familjen småkackerlackor. Inga underarter finns listade i Catalogue of Life.